# Trégou
Le Trégou est un ruisseau du département de l'Aveyron, affluent de rive gauche de la rivière Aveyron, d'une longueur d'environ 6 km. 
Il prend sa source au sud de Luc-la-Primaube et après un cours dirigé vers le nord-ouest rejoint l'Aveyron en face du lieu-dit la Bescalerie (commune de Druelle), à l'ouest de Rodez.
Son bassin versant, d'une surface de 14,7 km², s'étend sur les communes de Baraqueville, Luc et dans une moindre mesure Calmont.
Une partie du ruisseau a fait l'objet d'une opération de renaturation en 2010-2011.